# 温泉線
温泉線（ドイツ語;Thermenbahn）は、オーストリア国鉄の鉄道線の名称である。路線番号は520。正式には、ヴィーナー・ノイシュタット～アスパンク間が「アスパンク線」、アスパンク～フリードベルク間が「ヴェクセル線」、残りのフリードベルク以南が「温泉線」であるが、ここでは便宜上これらをまとめて温泉線として扱う。

## 運行形態[1]

### 快速「レギオナルエクスプレス(REX)」
- REX92系統：　ヴィーナー・ノイシュタット - フェーリンク
2時間に1本の運行。ただし、一部はハートベルク以北のみの運行となる。このため、ハートベルク - フェーリンク間は最大4時間間隔が空くことがある。ノイシュタットで、510号線ウィーン方面超特急(RJ)と接続する。また、一日あたり、平日3-4往復、休日2往復が、510号線のウィーンまで直通する。
2020年以前は、フェーリング直通列車に限り、フリードベルク以南で普通列車(R)として運行していた。2022年度以前は、ウィーンへの直通が、一日あたり平日1-3往復、休日2往復であった。

### 普通
- R92系統：　ヴィーナー・ノイシュタット - アスパンク ( - フリードベルク → フェーリング)
1時間に1本の運行。アスパンク以南に乗り入れるのはうち一日1～4往復に限られ、特にフェーリングまで運行する列車は平日の片道1本のみであるが、この区間では快速(REX)がローカル輸送を担っている。
2018年以前は、休日の本数が少なく、休日に2時間に1本の運行であった。2019,20年度に1-2時間に1本の運行（ゼーベンシュタイン以北は1時間に1本の運行）となり、2020年末より1時間に1本の運行となった。

- ハートベルク → フェーリング → グラーツ　【平日・土曜運行】
一日あたり、平日2本、土曜1本の運行。平日の1本に限り、530号線のグラーツまで直通する。平日の残りの1本は、ハートベルク以北を快速として運行し、ハートベルクで種別変更する列車である。

## 駅一覧
以下では、オーストリア国鉄520号線の駅と営業キロ、停車列車、接続路線などを一覧表で示す。
- 種別
  - REX：快速
  - R：普通
- 停車駅
  - ■印：全列車停車
  - ●印：一部通過
  - ○印：一部停車
  - ｜印：全列車通過

| 路線名 | 駅名                                     | 駅間営業キロ | 累計営業キロ         | 累計営業キロ        | 累計営業キロ      | REX | R | 接続路線                                        | 所在地                   | 所在地                               |
| ------ | ---------------------------------------- | ------------ | -------------------- | ------------------- | ----------------- | --- | - | ----------------------------------------------- | ------------------------ | ------------------------------------ |
| 520    | フェーリンク駅                           | -            | フェーリンクから 0.0 |                     |                   | ■   | ■ | 530号線（セントゴトハールド方面、グラーツ方面） | シュタイアーマルク州     | 南東シュタイアーマルク郡             |
| 520    | ハッツェンドルフ駅                       | 4.2          | 4.2                  |                     |                   | ■   | ■ |                                                 | シュタイアーマルク州     | 南東シュタイアーマルク郡             |
| 520    | ゼーヒャウ駅                             | 9.0          | 13.2                 |                     |                   | ■   | ■ |                                                 | シュタイアーマルク州     | ハートベルク・フュルステンフェルト郡 |
| 520    | ユーバースバッハ駅                       | 3.1          | 16.3                 |                     |                   | ■   | ■ |                                                 | シュタイアーマルク州     | ハートベルク・フュルステンフェルト郡 |
| 520    | フュルステンフェルト駅                   | 3.8          | 20.1                 |                     |                   | ■   | ■ |                                                 | シュタイアーマルク州     | ハートベルク・フュルステンフェルト郡 |
| 520    | ビーアバウム駅                           | 7.1          | 27.2                 |                     |                   | ■   | ■ |                                                 | シュタイアーマルク州     | ハートベルク・フュルステンフェルト郡 |
| 520    | バト・ブルーマウ駅                       | 3.1          | 30.3                 |                     |                   | ■   | ■ |                                                 | シュタイアーマルク州     | ハートベルク・フュルステンフェルト郡 |
| 520    | バト・ヴァルタースドルフ駅               | 6.3          | 36.6                 |                     |                   | ■   | ■ |                                                 | シュタイアーマルク州     | ハートベルク・フュルステンフェルト郡 |
| 520    | ゼーバースドルフ駅                       | 2.3          | 38.9                 |                     |                   | ■   | ■ |                                                 | シュタイアーマルク州     | ハートベルク・フュルステンフェルト郡 |
| 520    | ハートベルク駅                           | 11.0         | 49.9                 |                     |                   | ■   | ■ |                                                 | シュタイアーマルク州     | ハートベルク・フュルステンフェルト郡 |
| 520    | ザンクト・ヨーハン・イン・デア・ハイデ駅 | 4.6          | 54.5                 |                     |                   | ●   | ■ |                                                 | シュタイアーマルク州     | ハートベルク・フュルステンフェルト郡 |
| 520    | グラーフェンドルフ駅                     | 7.8          | 62.3                 |                     |                   | ■   | ■ |                                                 | シュタイアーマルク州     | ハートベルク・フュルステンフェルト郡 |
| 520    | ローアバッハ・フォーラウ駅               | 6.4          | 68.7                 |                     |                   | ■   | ■ |                                                 | シュタイアーマルク州     | ハートベルク・フュルステンフェルト郡 |
| 520    | デーハンツキルヒェン駅                   | 5.2          | 73.9                 |                     |                   | ■   | ■ |                                                 | シュタイアーマルク州     | ハートベルク・フュルステンフェルト郡 |
| 520    | フリードベルク駅                         | 3.5          | 77.4                 | アスパンクから 21.5 |                   | ■   | ■ |                                                 | シュタイアーマルク州     | ハートベルク・フュルステンフェルト郡 |
| 520    | ピンガウ市場駅                           | 0.9          | 78.3                 | 20.6                |                   | ■   | ■ |                                                 | シュタイアーマルク州     | ハートベルク・フュルステンフェルト郡 |
| 520    | タウヘン・シャウアレク駅                 | 6.5          | 84.8                 | 14.1                |                   | ■   | ■ |                                                 | シュタイアーマルク州     | ハートベルク・フュルステンフェルト郡 |
| 520    | アウスシュラク・ツェーバーン駅           | 6.7          | 91.5                 | 7.4                 |                   | ●   | ■ |                                                 | ニーダーエスターライヒ州 | ノインキルヒェン郡                   |
| 520    | アスパンク駅                             | 7.4          | 98.9                 | 0.0                 | ヴィーンから 84.9 | ■   | ■ |                                                 | ニーダーエスターライヒ州 | ノインキルヒェン郡                   |
| 520    | エドリッツ・グリンメンシュタイン駅       | 6.7          | 105.6                |                     | 78.2              | ■   | ■ |                                                 | ニーダーエスターライヒ州 | ノインキルヒェン郡                   |
| 520    | ペータースバウムガーテン駅               | 2.0          | 107.6                |                     | 76.2              | ｜  | ■ |                                                 | ニーダーエスターライヒ州 | ノインキルヒェン郡                   |
| 520    | シャイブリングキルヒェン・ヴァルト駅     | 3.2          | 110.8                |                     | 73.0              | ○   | ■ |                                                 | ニーダーエスターライヒ州 | ノインキルヒェン郡                   |
| 520    | グライセンフェルト駅                     | 1.9          | 112.7                |                     | 71.1              | ｜  | ■ |                                                 | ニーダーエスターライヒ州 | ノインキルヒェン郡                   |
| 520    | ゼーベンシュタイン駅                     | 3.0          | 115.7                |                     | 68.1              | ○   | ■ |                                                 | ニーダーエスターライヒ州 | ノインキルヒェン郡                   |
| 520    | ザウターン・シルターン駅                 | 1.1          | 116.8                |                     | 67.0              | ｜  | ■ |                                                 | ニーダーエスターライヒ州 | ノインキルヒェン郡                   |
| 520    | ピッテン駅                               | 2.2          | 119.0                |                     | 64.8              | ○   | ■ |                                                 | ニーダーエスターライヒ州 | ノインキルヒェン郡                   |
| 520    | ブルン・アン・デア・ピッテン駅           | 1.1          | 120.1                |                     | 63.7              | ○   | ● |                                                 | ニーダーエスターライヒ州 | ノインキルヒェン郡                   |
| 520    | バト・エアラハ駅                         | 2.1          | 122.2                |                     | 61.6              | ●   | ■ |                                                 | ニーダーエスターライヒ州 | ヴィーナーノイシュタトラント郡       |
| 520    | ランツェンキルヒェン駅                   | 3.2          | 125.4                |                     | 58.4              | ○   | ■ |                                                 | ニーダーエスターライヒ州 | ヴィーナーノイシュタトラント郡       |
| 520    | ヴィーナー・ノイシュタト本駅             | 7.4          | 132.8                |                     | 51.0              | ■   | ■ | 510号線、511号線、521号線、522号線、524号線     | ニーダーエスターライヒ州 | ヴィーナー・ノイシュタト市           |